# Choroba Caffeya

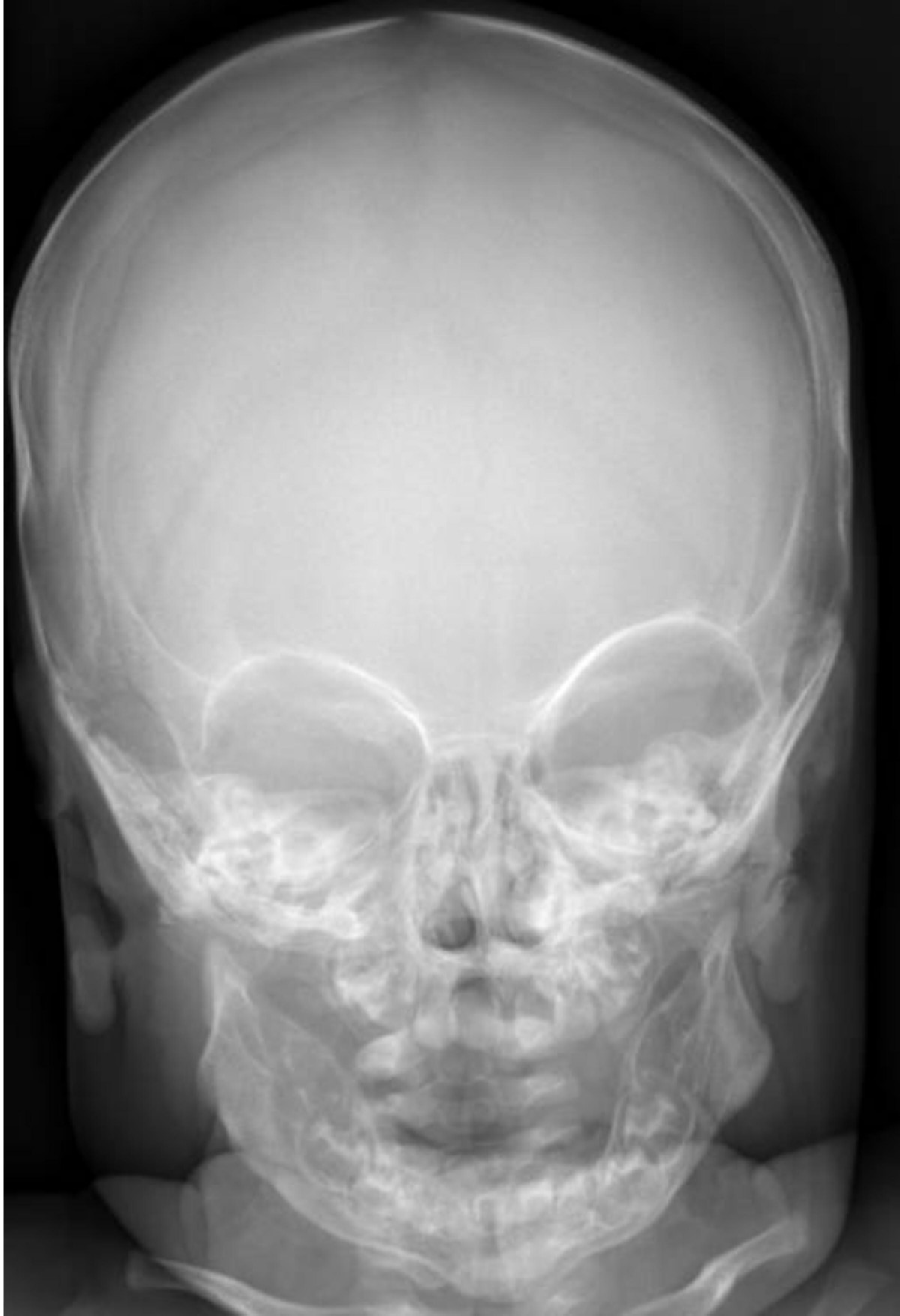
RTG czaszki dziecka z chorobą Caffeya

Choroba Caffeya (hiperostoza korowa noworodków, ang. Caffey disease, infantile cortical hyperostosis) – rzadka, uwarunkowana genetycznie, samoograniczająca się zapalna choroba tkanki kostnej i łącznej. Może występować sporadycznie i rodzinnie. Charakteryzuje się niezwykłym przebiegiem jak na chorobę genetyczną; objawy pojawiają się zazwyczaj  do 5. miesiąca życia, po czym zwykle ustępują bez leczenia w wieku około 2 lat. Objawia się bolesnością zajętych kości, czasem uciepleniem otaczających tkanek i zaczerwienieniem skóry. Leczenie choroby jest wyłącznie objawowe i dotyczy podawania leków przeciwbólowych.
Najczęściej zajęte kości to: żuchwa (75-80%), kość piszczelowa, kość łokciowa, obojczyk, łopatka, żebra, kość ramienna, kość udowa, kość strzałkowa, czaszka, kość biodrowa i kości śródstopia. 
Chorobę opisał jako pierwszy John Caffey (1895-1978).